# 香港愛滋病情況
香港於1984年發現首例受愛滋病病毒感染個案。自1985年起，香港衞生署特別預防計劃的的執行部門「愛滋病服務組」，推行愛滋病的公共衞生工作和提供有關臨床服務 。1996年，衞生署轄下的愛滋病教育及研究資源中心「紅絲帶中心」開始運作，成為政府對愛滋病服務推廣、預防及教育的主要途徑。

## 疫情

香港愛滋病病毒感染及愛滋病的統計 (1986年-2015年3月底)

香港於1984年發現的首例受愛滋病病毒感染個案；並於1985年發現首宗愛滋病個案。
截至2016年6月30日，香港衞生署的愛滋病病毒感染累積個案統計（註：括弧內是愛滋病患者）：
- 自1984年以來，累積發現8,053人受愛滋病病毒感染。
- 自1985年以來，累積發現1,700宗愛滋病個案。
- 性別方面，男性共6,502宗（1,421），女性共1,551宗（279）。
- 種族方面，華裔共5,467宗（1,302），非華裔共2,414宗（398）。

### 傳染途徑

香港愛滋病病毒感染傳播途徑的統計 (1994年-2014年)

截至2016年6月底，以傳染途徑看，愛滋病病毒感染累積個案統計（註：括弧內是愛滋病患者累積個案）:
- 異性性接觸 2,871 (937)
- 同性性接觸 2,973 (462)
- 雙性性接觸 362 (82)
- 注射毒品人士 348 (63)
- 輸入血液／血製品 84 (24)
- 母嬰傳播 29 (9)
- 傳染途徑不詳 1,386 (123)

自1984年首宗病毒感染個案起，經由性接觸感染的愛滋病病毒感染案例佔77%；由性接觸感染的愛滋病患者佔87%。

## 愛滋病服務組
衞生署於1985年成立一個執行部門「愛滋病服務組」，負責有關愛滋病的公共衞生工作和向病患者提供臨床服務，並提供愛滋病輔導和教育服務。

### 歷史
- 1985年，愛滋病服務組主要提供愛滋病輔導和教育服務，後來增設臨床服務以結合輔導服務。
- 1990年，愛滋病服務組充當愛滋病顧問局的秘書處。
- 1996年，設立的紅絲帶中心，推廣愛滋病預防及教育的基地。
- 1999年，開設愛滋病臨床服務隨著綜合治療中心。

### 服務
愛滋病服務組現有下列服務：
- 愛滋熱線及輔導小組
- 愛滋病顧問局秘書處
- 愛滋病監測辦公室
- 紅絲帶中心
- 綜合治療中心

愛滋病網上辦公室是愛滋病服務組發放資料的網上渠道。

### 紅絲帶中心
紅絲帶中心是衞生署愛滋病服務組成立的愛滋病教育及研究資源中心，於1996年開始運作，鼓勵社會人士參與愛滋病研究工作及推廣教育。

## 捐血
香港紅十字會輸血服務中心是香港主要負責收集捐血者的血液，招募捐血者及血液化驗的工作，是香港唯一提供血液予香港醫院使用的團體。由1991年12月起輸血服務中心，歸納於醫院管理局管轄。
為確保捐血者和受血者的安全，香港紅十字會輸血服務中心參照國際慣例，要求任何捐血者必須在捐血前填寫一份捐血登記表格。該捐血登記表格的內容包括查詢捐血者過去及現在身體健康的資料，也詢問捐血者的性行為的問題。假如捐血者曾有不安全的性行為或因有多個性伴侶而增加感染傳染病的機會，紅十字會勸籲該等人士請勿捐血。此外，香港紅十字會對所有捐血者的血液進行愛滋病抗體化驗，證實安全無礙，才用作輸血治療。假如呈現愛滋病抗體陽性化驗結果的捐血者，紅十字會將對捐血者個別通知及提供輔導。

## 外部連結
- 香港愛滋病網上辦公室（官方網站） （页面存档备份，存于）
- 香港紅絲帶中心（官方網站）
- 香港特別行政區政府 衞生署 （页面存档备份，存于）
- 衞生署衛生防護中心 （页面存档备份，存于）
- 愛滋病信託基金委員會 （页面存档备份，存于）
- 關懷愛滋
- 聖約翰座堂「愛之家」諮詢及服務中心 （页面存档备份，存于）
- 香港愛滋病基金會 （页面存档备份，存于）
- 支援社 （页面存档备份，存于）
- 再思社區健康組織 （页面存档备份，存于）